# Kultursociologi
Kultursociologi är en beteckning för studier och forskning som fokuserar på relationen mellan kultur och samhälle. Ämnet är nära besläktat med socialantropologi och andra grenar av sociologin, men också med kulturantropologi, filosofi, idéhistoria, historia, psykologi eller etnologi beroende på fokus.  
Ämnet är till sin karaktär flytande och präglas bland annat av ständiga diskussioner om vad "kultur" egentligen är. Kultursociologin hämtar liksom andra sociologiska inriktningar inspiration från de klassiska sociologerna såsom Max Weber, Karl Marx, Émile Durkheim, Georg Simmel och Thorstein Veblen.  
Inspiration kommer också från den amerikanska pragmatismen, teoretiker som fokuserar på vardagslivets sociologi, feminister, strukturalister samt teoretiker som diskuterar globalisering och postmodernism. Begreppet som sådant introducerades av Alfred Weber och andra tyska sociologer under Weimarrepubliken. Under 1960-talet återuppfann den engelskspråkiga världen begreppet, i samband med att sociologin influerades av postmoderna och strukturalistiska paradigm. 